# Altay (Mongolie)
Pour les articles homonymes, voir Altaï (homonymie).
Altay (mongol : ᠠᠯᠲᠠᠢ
ᠬᠣᠲᠠ, cyrillique : Алтай хот, MNS : Altai khot) est une ville de 16 000 habitants située en Mongolie. C'est le chef lieu de l'aimag (province) du Govi-Altai.

## Géographie

### Situation
Ville située au centre-ouest du pays,  dans l'aimag (province) du Govi-Altai.

### Climat
Voir la version anglophone en:Altai City.

### Transport
Un aéroport.